# ستيفين بيركوف
ستيفين بيركوف (بالإنجليزية:Steven Berkoff) من مواليد 3 أغسطس 1937، ممثل بريطاني معروف، ويعمل بمهنة كاتب ومخرج الفيلم، وينتمي للجذور الروسية، شارك في عدة أفلام، ومنها: رامبو 2 ووإحدى أفلام سلسلة جيمس بوند والمسافر عام 1975م.

## وصلات خارجية
- الموقع الرسمي
- ستيفين بيركوف على موقع IMDb (الإنجليزية)
- ستيفين بيركوف على موقع روتن توميتوز (الإنجليزية)
- ستيفين بيركوف على موقع ألو سيني (الفرنسية)
- ستيفين بيركوف على موقع ميوزك برينز (الإنجليزية)
- ستيفين بيركوف على موقع أول موفي (الإنجليزية)
- ستيفين بيركوف على موقع قاعدة بيانات برودواي على الإنترنت (الإنجليزية)
- ستيفين بيركوف على موقع قاعدة بيانات الأفلام السويدية (السويدية)
- ستيفين بيركوف على موقع إن إن دي بي (الإنجليزية)
- ستيفين بيركوف على موقع ديسكوغز (الإنجليزية)
- ستيفين بيركوف على موقع قاعدة بيانات الفيلم (الإنجليزية)
- "Steven Berkoff (1937 – )" in The Playwrights Database at Doolee.com.